# Paracanthocephaloides incrassatus
Paracanthocephaloides incrassatus is een soort haakworm uit het geslacht Acanthocephaloides. De worm behoort tot de familie Arhythmacanthidae. Acanthocephaloides incrassatus werd in 1858 ontdekt door Molin.